# Porter Heights
Porter Heights è un census-designated place degli Stati Uniti d'America situato nella contea di Montgomery dello Stato del Texas.
La popolazione era di 1.653 persone al censimento del 2010.

## Geografia fisica
Porter Heights è situata a 30°09′01″N 95°19′03″W (30.150324, -95.317496).
Secondo lo United States Census Bureau, ha un'area totale di 3,2 miglia quadrate (8,3 km²), di cui 3,2 miglia quadrate (8,3 km²) di terreno e lo 0,32% d'acqua.

## Società

### Evoluzione demografica
Secondo il censimento del 2000, c'erano 1.490 persone, 533 nuclei familiari e 407 famiglie residenti nella città. La densità di popolazione era di 471,7 persone per miglio quadrato (182,1/km²). C'erano 561 unità abitative a una densità media di 177,6 per miglio quadrato (68,5/km²). La composizione etnica della città era formata dal 95,23% di bianchi, lo 0,40% di afroamericani, lo 0,60% di nativi americani, lo 0,27% di asiatici, il 2,28% di altre razze, e l'1,21% di due o più etnie. Ispanici o latinos di qualunque razza erano il 7,52% della popolazione.
C'erano 533 nuclei familiari di cui il 36,6% aveva figli di età inferiore ai 18 anni, il 64,2% aveva coppie sposate conviventi, il 7,7% aveva un capofamiglia femmina senza marito, e il 23,5% erano non-famiglie. Il 19,9% di tutti i nuclei familiari erano individuali e il 7,3% aveva componenti con un'età di 65 anni o più che vivevano da soli. Il numero di componenti medio di un nucleo familiare era di 2,80 e quello di una famiglia era di 3,22.
La popolazione era composta dal 28,0% di persone sotto i 18 anni, l'8,9% di persone dai 18 ai 24 anni, il 29,7% di persone dai 25 ai 44 anni, il 25,4% di persone dai 45 ai 64 anni, e l'8,1% di persone di 65 anni o più. L'età media era di 36 anni. Per ogni 100 femmine c'erano 103,6 maschi. Per ogni 100 femmine dai 18 anni in giù, c'erano 100,6 maschi.
Il reddito medio di un nucleo familiare era di 37.262 dollari e quello di una famiglia era di 41.615 dollari. I maschi avevano un reddito medio di 36.522 dollari contro i 30.378 dollari delle femmine. Il reddito pro capite era di 16.997 dollari. Circa il 4,4% delle famiglie e il 4,3% della popolazione erano sotto la soglia di povertà, incluso nessuno sotto i 18 anni e il 13,6% di persone di 65 anni o più.